# Ikram Aliskierow
Ikram Sabirowicz Aliskierow (ur. 7 grudnia 1992 w Kasumkient) – rosyjski sambista i zawodnik mieszanych sztuk walki (MMA) wagi średniej. Obecnie związany z Ultimate Fighting Championship (UFC).
Aliskierow jest czterokrotnym mistrzem świata w sambo bojowym organizacji FIAS i WCSF, i dwukrotnym mistrzem Europy organizacji ESF i ECSF.

## Wczesne życie
Aliskierow, etniczny Lezgin, urodził się 7 grudnia 1992 roku we wsi Kasumkient, w Dagestanie, w Rosji. W piątej klasie zaczął uczęszczać na zajęcia sambo i judo. Przez lata trenował pod okiem doświadczonych trenerów wywodzących się z klubu Abdulmanapa Nurmagomiedowa. W wieku 19 lat został zaproszony do klubu „Mistrz” przez trenera Esadulla Emiragajewa, gdzie również rozpoczął treningi mieszanych sztuk walki.

## Kariera w sambo
Jako zawodnik sambo bojowego został mistrzem świata w 2016 roku pod szyldem organizacji FIAS, dwukrotnym mistrzem Pucharu Świata w 2014 i 2015 ponownie pod szyldem FIAS oraz mistrzem Europy w 2017 pod sztandarem Europejskiej Federacji Sambo.
We wrześniu 2012 roku zdobył złoto na Mistrzostwach Świata w Sambo Bojowym w kategorii 82 kg pod sztandarem ponownie Europejskiej Federacji Sambo Bojowego. W tej rywalizacji z Aliskierowem brał udział były mistrz wagi półśredniej Bellator MMA, Jarosław Amosow, który zajął trzecie miejsce.
W grudniu 2012 roku wygrał Mistrzostwa Świata w Sambo Bojowym w wadze 82 kg. Po raz kolejny w tym turnieju Amosow zajął trzecie miejsce w meczu z Aliskerowem. Ikram Aliskierow jest jednym z niewielu zawodników sztuk walki, którzy dwukrotnie pokonali Jarosława Amosowa w turniejach sambo bojowego.
Podczas swojej kariery w sambo jego zwycięstwa obejmowały zwycięstwa nad wieloma mistrzami świata, .
Aliskierow walczyłby o piąty złoty medal, gdyby nie przegrał w zaciętym finale z Aleksiejem Iwanowem (trzykrotnym mistrzem świata w sambo). Dzięki wicemistrzowi wspomnianego turnieju, zakwalifikował się i wygrał Mistrzostwa Europy 2017, które odbyły się w Mińsku.

## Lista walk w MMA
| Wynik     | Bilans | Przeciwnik (bilans przed walką) | Rozstrzygnięcie                             | Runda | Czas | Rozgrywki                                  | Data       | Miejsce        | Uwagi                                                         |
| --------- | ------ | ------------------------------- | ------------------------------------------- | ----- | ---- | ------------------------------------------ | ---------- | -------------- | ------------------------------------------------------------- |
| Wygrana   | 16-2   | André Muniz (24-6)              | TKO (lewy hak w parterze)                   | 1     | 4:54 | UFC Fight Night: Machado Garry vs. Prates  | 26.04.2025 | Kansas City    |                                                               |
| Przegrana | 15-2   | Robert Whittaker (25-7)         | KO (prawy podbródkowy i ciosy pięściami)    | 1     | 1:49 | UFC Fight Night: Whittaker vs. Aliskerov   | 22.06.2024 | Rijad          | Main Event                                                    |
| Wygrana   | 15-1   | Warlley Alves (14-6)            | TKO (latające kolano i ciosy pięściami)     | 1     | 2:07 | UFC 294                                    | 21.10.2023 | Abu Zabi       | Bonus za występ wieczoru.                                     |
| Wygrana   | 14-1   | Phil Hawes (12-4)               | KO (ciosy pięściami)                        | 1     | 2:10 | UFC 288                                    | 06.05.2023 | Newark         | Debiut w UFC.                                                 |
| Wygrana   | 13-1   | Mário Sousa (15-2)              | Poddanie (kimura)                           | 1     | 2:09 | Dana White’s Contender Series 2022: Week 8 | 13.09.2022 | Las Vegas      | Pojedynek o kontrakt z UFC.                                   |
| Wygrana   | 12-1   | Nah-shon Burrell (19-11)        | Decyzja (jednogłośna)                       | 3     | 5:00 | Eagle FC 46                                | 11.03.2022 | Miami          | Limit umowny -84,5 kg. Aliskierow nie zrobił limitu wagowego. |
| Wygrana   | 11-1   | Miro Jurković (11-3)            | Poddanie (kimura)                           | 2     | 1:11 | Brave CF 49                                | 25.03.2021 | Riffa          |                                                               |
| Wygrana   | 10-1   | Denis Tiuliulin (9-4)           | Poddanie (kimura)                           | 3     | 1:48 | Brave CF 41                                | 17.09.2020 | Riffa          |                                                               |
| Wygrana   | 9-1    | Diego Gonzalez (20-13)          | TKO (ciosy pięściami)                       | 3     | 2:04 | Brave CF 33                                | 17.12.2019 | Dżudda         |                                                               |
| Przegrana | 8-1    | Chamzat Czimajew (8-0)          | KO (podbródkowy)                            | 1     | 2:26 | Brave CF 23                                | 19.04.2019 | Amman          |                                                               |
| Wygrana   | 8-0    | Geraldo Neto (12-3)             | TKO (ciosy pięściami)                       | 3     | N/A  | Brave CF 21                                | 28.12.2018 | Dżudda         | Limit umowny -78,9 kg.                                        |
| Wygrana   | 7-0    | Joey Berkenbosch (3-0)          | TKO (ciosy pięściami)                       | 1     | 2:15 | Brave CF 14                                | 18.08.2018 | Tanger         | Limit umowny -85,9 kg. Aliskierow nie zrobił limitu wagowego. |
| Wygrana   | 6-0    | Chad Hanekom (4-0)              | Decyzja (niejednogłośna)                    | 3     | 5:00 | Brave CF 10                                | 02.04.2018 | Amman          |                                                               |
| Wygrana   | 5-0    | Jeremy Smith (9-4)              | KO (ciosy pięściami)                        | 1     | 2:01 | Brave CF 9                                 | 17.11.2017 | Isa Town       |                                                               |
| Wygrana   | 4-0    | Rufat Asadov (3-3)              | Poddanie (duszenie gilotynowe)              | 1     | 4:00 | Brave CF 6                                 | 29.04.2017 | Ałmaty         | Debiut Brave CF.                                              |
| Wygrana   | 3-0    | Dmitriy Aryshev (1-1)           | Decyzja (jednogłośna)                       | 2     | 5:00 | Fight Nights Global 41                     | 25.09.2015 | Kaspijsk       |                                                               |
| Wygrana   | 2-0    | Vladimir Stukalov (1-4)         | Poddanie (dźwignia prosta na staw łokciowy) | 1     | 3:24 | Tech-KREP FC: Prime Selection 4            | 24.07.2015 | Krasnodar      |                                                               |
| Wygrana   | 1-0    | Alimjon Shadmanov (4-2)         | Decyzja (jednogłośna)                       | 2     | 5:00 | Fight Star: European MMA Cu                | 26.04.2012 | Niżny Nowogród | Debiut w zawodowym MMA. Pojedynek w kategorii średniej.       |